# Mariotto di Nardo
Pour les articles homonymes, voir Nardo.
Mariotto di Nardo  (Florence, actif entre 1394 et  1424)  est un peintre italien  de la fin du XIVe  et du début du XVe siècle

## Biographie
Mariotto di Nardo est le fils du sculpteur Nardo di Cione,.
Dans ses œuvres de style gothique on remarque l'influence de Spinello Aretino et Lorenzo Monaco.
Il a travaillé à la cathédrale de Florence, à Santa Maria Maggiore et à Orsanmichele. 
En 1400 il collabora avec le sculpteur Lorenzo Ghiberti, à un retable pour la ville de Pesaro.
Sa production fut importante. Les œuvres de petites dimensions sont majoritaires mais on trouve aussi de grands retables, des fresques ainsi qu'une série de petits tableaux de La Passion.

## Œuvres
- Fresques, pharmacie, Santa Maria Novella,
- Retable (1394-1395), église San Donnino, Villamagna.
- le Jardin d'amour, ancienne coll. Liechtenstein,
- Musée du Petit Palais (Avignon) : La Vierge et l'Enfant avec quatre saints et trois anges musiciens[4], La Vierge en gloire avec les apôtres[5], La Vierge et l'Enfant avec six saints[6]
- Pentecôte,
- Getty Museum : Saint Jean-Baptiste et saint Jean évangéliste (1408)[7] et Saint Laurent et saint Étienne (1408)[8]
- Saint François recevant les stigmates, Metropolitan Museum of Art,
- Docteur de l'Église (1404), Musée du Duomo, Florence.
- National Museum of Western Art (NMWA), Tokyo : Prédelle représentant la légende de saint Étienne : Saint Étienne prêchant et Saint Étienne devant le Grand-Prêtre et les anciens du Sanhedrin[9], La lapidation de saint Étienne[10] et Transport du corps de saint Étienne de Jérusalem à Constantinople[11].
- Annonciation (1400-1410), Musée de l'Ermitage, Saint-Pétersbourg, Russie.
- Minneapolis Institute of Arts, Minnesota : Saint Barthélémy et saint Antoine abbé (1408)[12] et Couronnement de la Vierge avec cinq anges musiciens (1408)[13].
- Walters Art Museum Baltimore : Saints Laurent, Christophe, Sébastien et un évêque[14]
- Musée Czartoryski, Cracovie : Christ en majesté[15]
- Musée Fesch Ajaccio : Pentecôte[16], tempera sur bois, 47 x 28 cm.
- Scènes de la vie de Jésus-Christ : 
  - Noli me tangere
  - Ascension
  - Résurrection
  - Crucifixion
  - Nativité
  - Déploration
  - Flagellation
  - Christ au sépulcre entre la Vierge et Jean
  - La Cène,
- La Passion (petits panneaux dispersés), musées de Nantes, Princeton, Brunswick, fondation Longhi (Florence) et diverses collections particulières.

Œuvres de Mariotto di Nardo
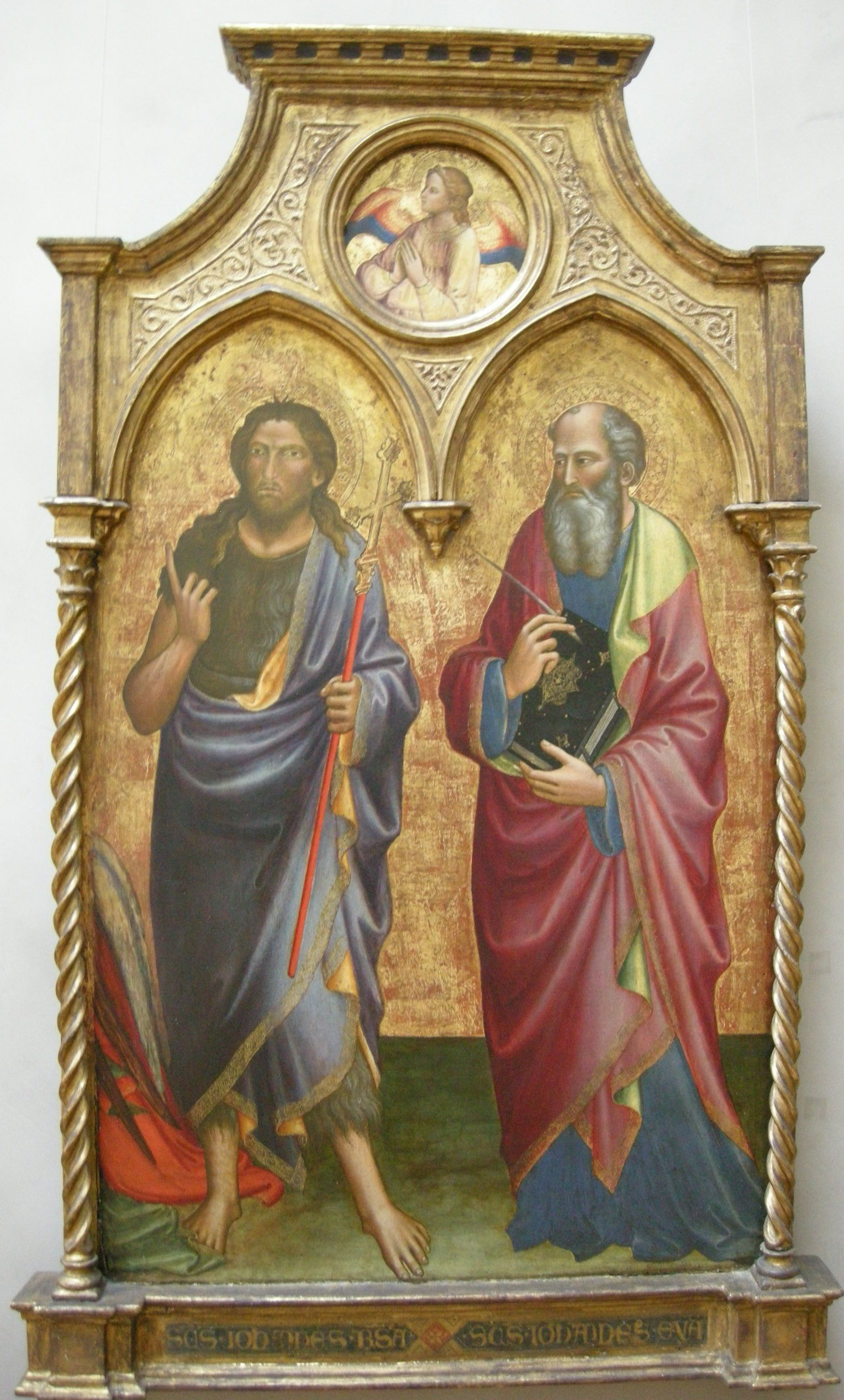
Saint Jean-Baptiste et saint Jean l'Évangéliste Getty Museum,
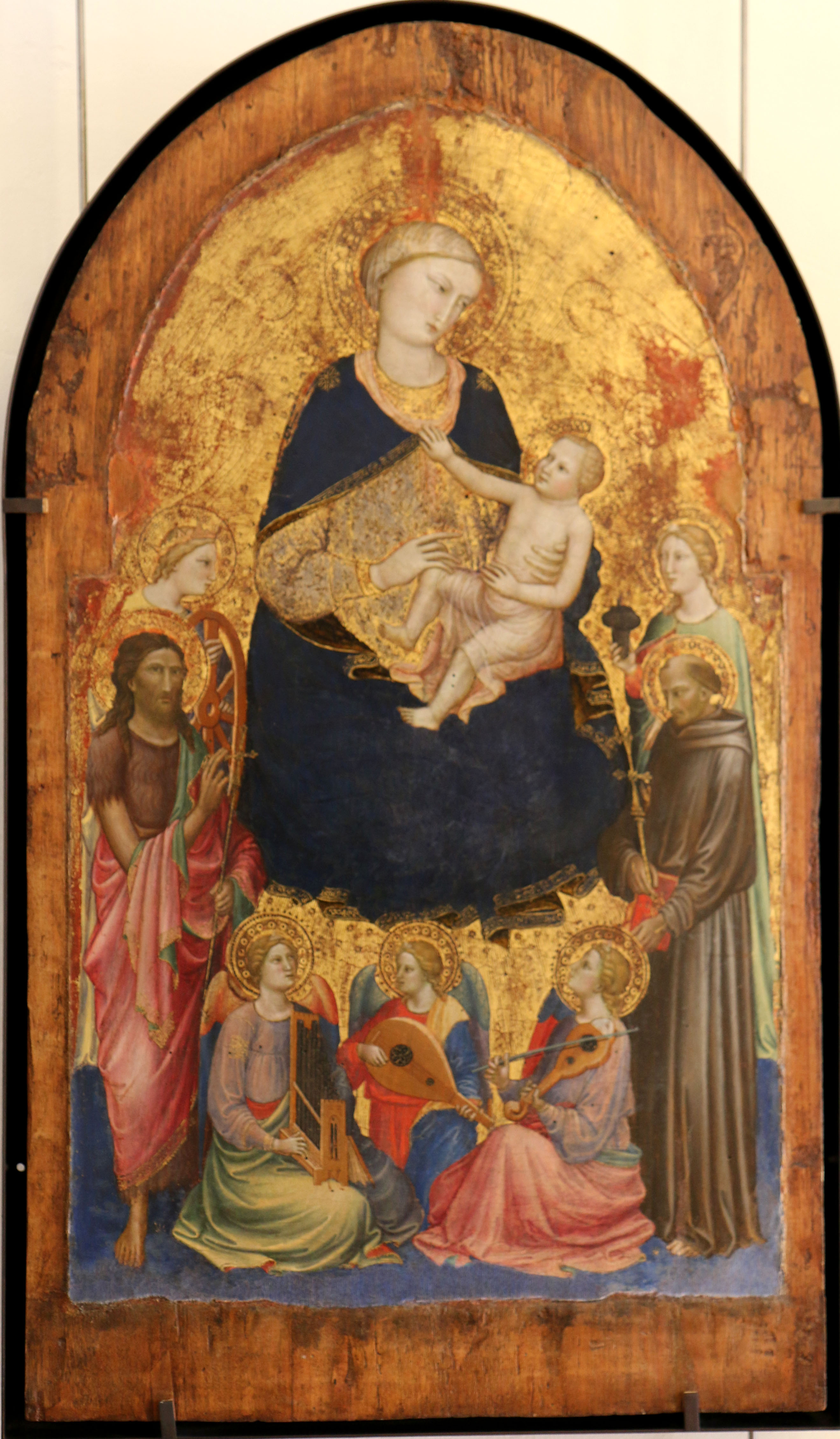
La Vierge avec quatre saints et trois anges musiciens Musée du Petit Palais d'Avignon
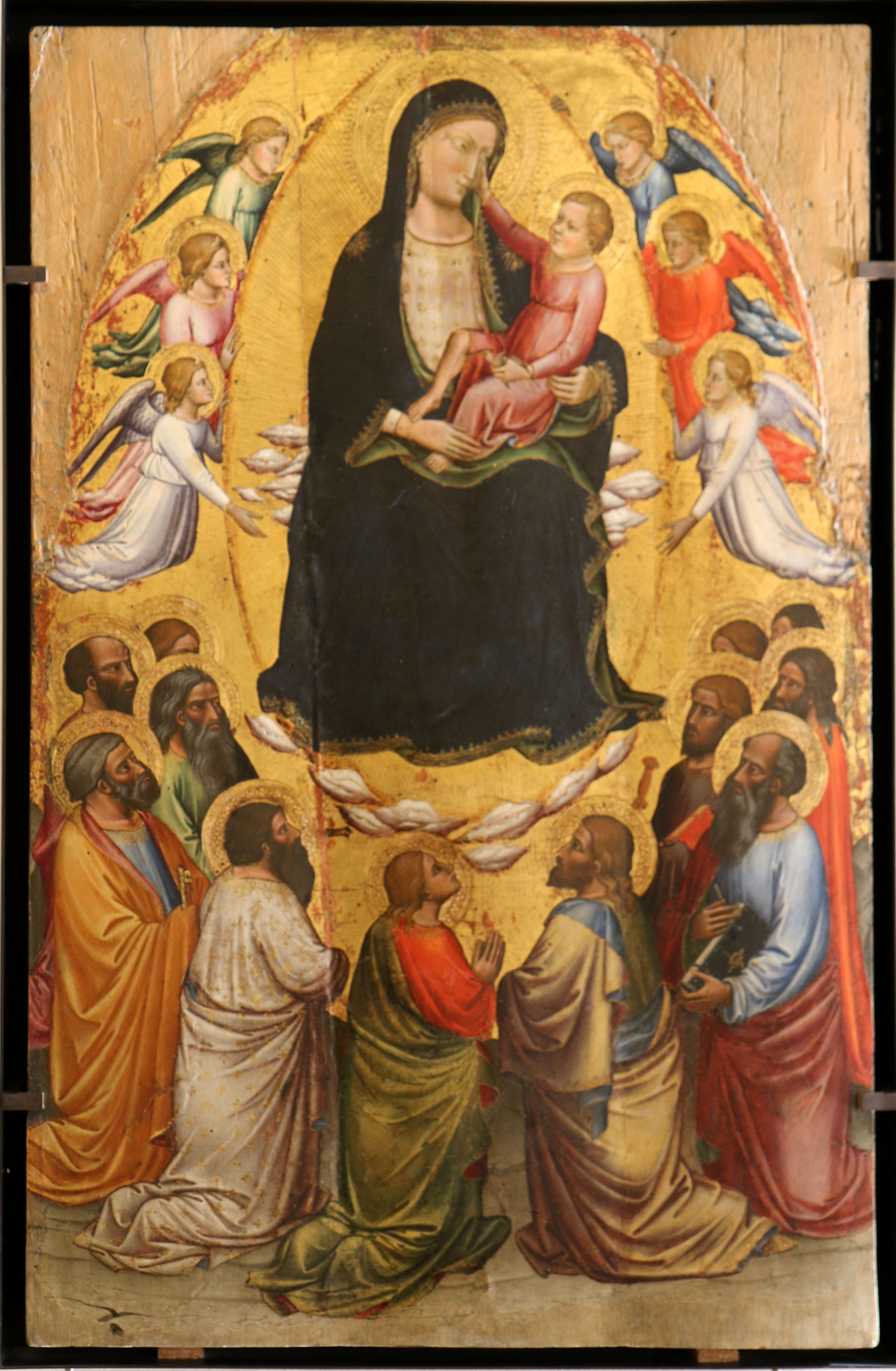
La Vierge en gloire avec les apôtres Musée du Petit Palais d'Avignon
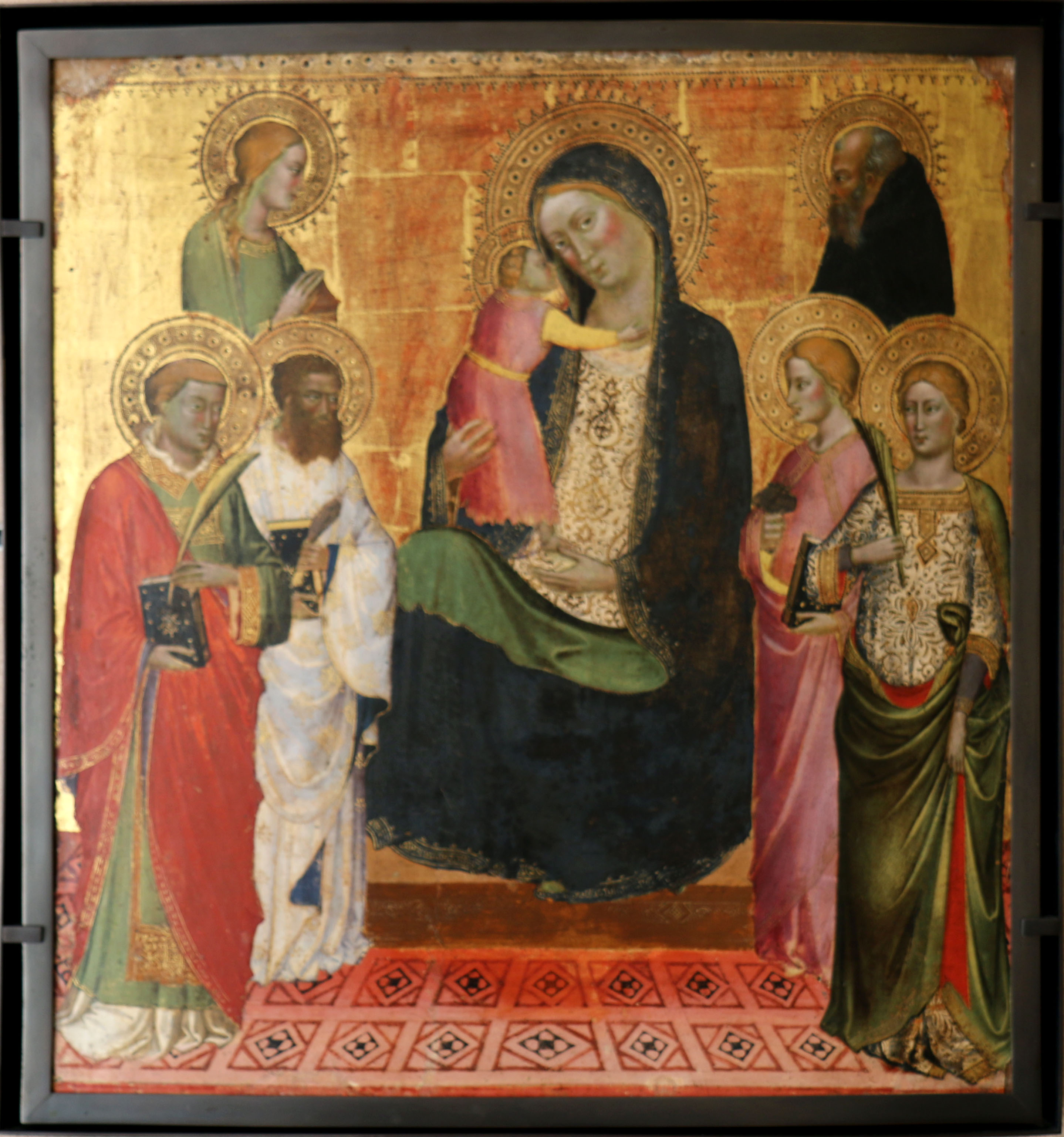
La vierge et l'Enfant avec six saints Musée du Petit Palais d'Avignon
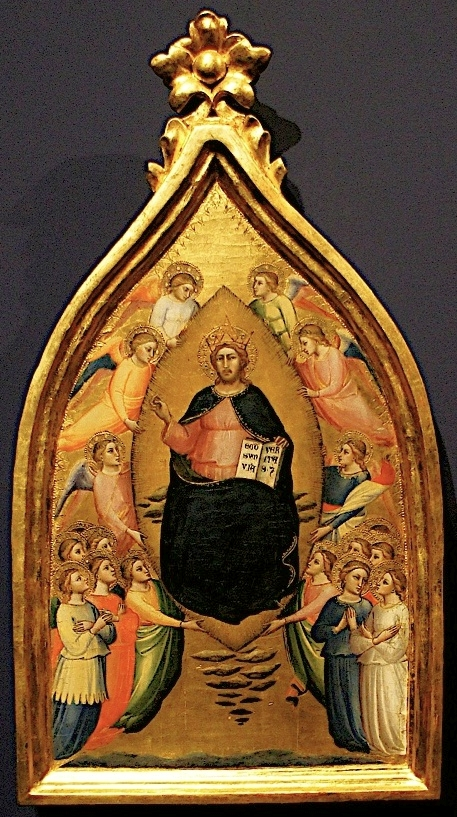
Christ en majesté Musée Czartoryski, Cracovie